# Evgueni Skvortsov
Pour les articles homonymes, voir Skvortsov.
Evgueni Fiodorovitch Skvortsov (en russe : Евгений Фёдорович Скворцов ; 1882-1952) est un astronome russe.
Le Centre des planètes mineures lui crédite la découverte de trois astéroïdes.
| (1149) Volga   | 1er août 1929 |
| (1167) Dubiago | 3 août 1930   |
| (1381) Danubia | 20 août 1930  |

L'astéroïde (1854) Skvortsov a été nommé en son honneur.